# Gero von Wilpert
Gero von Wilpert (13 mars 1933 - 24 décembre 2009) est un auteur, spécialiste en littérature allemande et germano-balte, maître de conférences en allemand à l'Université de Nouvelle-Galles du Sud et, à partir de 1980, professeur de littérature à l'Université de Sydney.

## Biographie
Il est né à Tartu, en Estonie. Comme tous les Germano-Baltes, il est contraint de quitter l'Estonie après le Pacte germano-soviétique et la prise du pays par l'Union soviétique (1939-1940).
De 1953 à 1957, il étudie à l'Université de Heidelberg, où il est parfois maître de conférences. Il s'installe ensuite près de Stuttgart pour travailler comme auteur et conférencier indépendant.
Il publie plusieurs éditions d'une encyclopédie littéraire, Sachwörterbuch der Literatur, un lexique de la littérature mondiale, Lexikon der Weltliteratur, et également une Littérature allemande en images, Deutsche Literatur in Bildern, et un journal sur Schiller.
Il était membre de l'Australian Academy of the Humanities (en).
Wilpert est mort à Sydney en 2009.

## Ouvrages
- Sachwörterbuch der Literatur . Kröner, 1955; 8e édition révisée, 2001, (ISBN 3-520-23108-5)[1].
- Lexikon der Weltliteratur . Kröner, 1963; 4e édition, 2004.
- Erstausgaben deutscher Dichtung . Coauteur: Adolf Gühring. 1967; 2e édition révisée, 1992, (ISBN 3-520-80902-8) .
- Moderne Weltliteratur. Die Gegenwartsliteraturen Europas und Amerikas . Coauteur: Ivar Ivask. Kröner, 1972, (ISBN 3-520-43001-0) .
- Der verlorene Schatten . Kröner, 1978, (ISBN 3-520-70101-4) .
- Deutsches Dichterlexikon . Kröner, 1988, (ISBN 3-520-28803-6) .
- Die deutsche Gespenstergeschichte . Kröner, 1994, (ISBN 3-520-40601-2) .
- Goethe-Lexikon . Kröner, 1998, (ISBN 3-520-40701-9) .
- Schiller-Chronik. Sein Leben und Schaffen . 2000, (ISBN 3-15-018060-0) .
- Deutschbaltische Literaturgeschichte . CH Beck, Munich 2005, (ISBN 3-406-53525-9) .
- Die 101 wichtigsten Fragen: Goethe . CH Beck, Munich 2007, (ISBN 978-3-406-55872-6) .
- Die 101 wichtigsten Fragen: Schiller . CH Beck, Munich 2009, (ISBN 978-3-406-58687-3) .